# Lepanthes calimae
Lepanthes calimae är en orkidéart som beskrevs av Pedro Ortiz Valdivieso. Lepanthes calimae ingår i släktet Lepanthes och familjen orkidéer. Inga underarter finns listade i Catalogue of Life.